# Bruno Mettling
Bruno Mettling, né le 30 mars 1958 à Lyon, est un haut fonctionnaire, dirigeant d'entreprise et consultant, président de l'Autorité des relations sociales des plateformes d’emploi jusqu'en septembre 2023.

## Biographie
Bruno Melting a fait ses études à l'Institut d'études politiques d'Aix-en-Provence et de droit à la faculté de droit d'Aix-en-Provence.
Il a exercé différentes fonctions en cabinet ministériel : au ministère de l’Économie et des Finances notamment à la direction du Budget de 1982 à 1988, puis en 1988 au ministère du Travail, des Affaires sociales et de l’Emploi et de 1988 à 1994 au cabinet du ministère de l’Équipement, du Logement, des Transports et de la Mer. Il devient inspecteur des finances de 1991 à 1995 puis directeur du contrôle de gestion à la Poste de 1995 à 1997. Il retourne de 1997 à 1999 au ministère de l’Économie et des Finances puis, en 1999, il rejoint la Caisse nationale des caisses d'épargne (CNCE). De 2004 à 2009 il est directeur général de la Banque fédérale des banques populaires. Après la déconfiture de cette banque dans la crise de 2008, il retourne à l’Inspection générale des finances en 2009.
De 2010 à 2016, il devient directeur des ressources humaines de France Télécom devenu Orange puis Directeur Général Adjoint du Groupe et président d'Orange Afrique.
En 2016, il crée son cabinet de conseil spécialisé dans la transformation sociale et digitale.
En décembre 2021, il se voit confier par Élisabeth Borne, alors ministre du Travail, la direction d'un groupe de travail pour réfléchir aux évolutions du cadre réglementaire des plateformes en France.
Par décret présidentiel, il devient président du conseil d’administration de l’établissement public nommé "Autorité des relations sociales des plateformes" à compter d'avril 2022. Il est remplacé en septembre 2023 par Michel Yahiel,.

## Conflit d'intérêts
En mai 2022, le journal l'Humanité accuse Bruno Mettling d'avoir été mandaté entre novembre 2019 et avril 2020 par le cabinet AT Kearney pour une expertise utilisée par Uber,. Ceci est confirmé par le rapport de la commission d’enquête relative aux révélations des Uber Files : "l’uberisation, son lobbying et ses conséquences"  publié par l'Assemblée nationale en juillet 2023 qui indique qu'il a produit pour ce cabinet deux missions d'accompagnement d'Uber dans sa réflexion sur le dialogue avec ses partenaires et leur représentation - animation du comité d'orientation facturées le 3 avril 2020 pour un montant de 54 000 euros pour l'une et, pour la seconde, au rapport daté 25 mai 2020, d'un montant de 6 000 euros,.
Bien que l’intéressé n'ait déclaré ni cette prestation, ni ce mandat auprès de la Haute Autorité pour la transparence de la vie publique et qu'il nie tout conflit d’intérêts, le secrétaire général du syndicat "Intersyndicale nationale VTC" affirme le contraire. Il ne peut rester président de l'Autorité des relations sociales des plateformes et quitte effectivement cette présidence en septembre 2023.